# Жуаньи-сюр-Мёз
Жуаньи́-сюр-Мёз (фр. Joigny-sur-Meuse) — коммуна во Франции, находится в регионе Шампань — Арденны. Департамент — Арденны. Входит в состав кантона Нузонвиль. Округ коммуны — Шарлевиль-Мезьер.
Код INSEE коммуны — 08237.
Коммуна расположена приблизительно в 210 км к северо-востоку от Парижа, в 105 км севернее Шалон-ан-Шампани, в 9 км к юго-востоку от Шарлевиль-Мезьера.

## Население
Население коммуны на 2008 год составляло 704 человека.
| 1962 | 1968 | 1975 | 1982 | 1990 | 1999 | 2008 |
| ---- | ---- | ---- | ---- | ---- | ---- | ---- |
| 569  | 604  | 573  | 687  | 662  | 634  | 704  |

## Администрация
| Период | Период | Фамилия       | Партия | Должность |
| ------ | ------ | ------------- | ------ | --------- |
| 1995   | 2001   | Люсьен Ганьер |        |           |
| 2001   | 2008   | Мишель Марку  |        |           |
| 2008   |        | Даниель Реньо |        |           |

## Экономика
В 2007 году среди 442 человек в трудоспособном возрасте (15—64 лет) 319 были экономически активными, 123 — неактивными (показатель активности — 72,2 %, в 1999 году было 67,5 %). Из 319 активных работали 289 человек (160 мужчин и 129 женщин), безработных было 30 (14 мужчин и 16 женщин). Среди 123 неактивных 39 человек были учениками или студентами, 37 — пенсионерами, 47 были неактивными по другим причинам.

## Фотогалерея

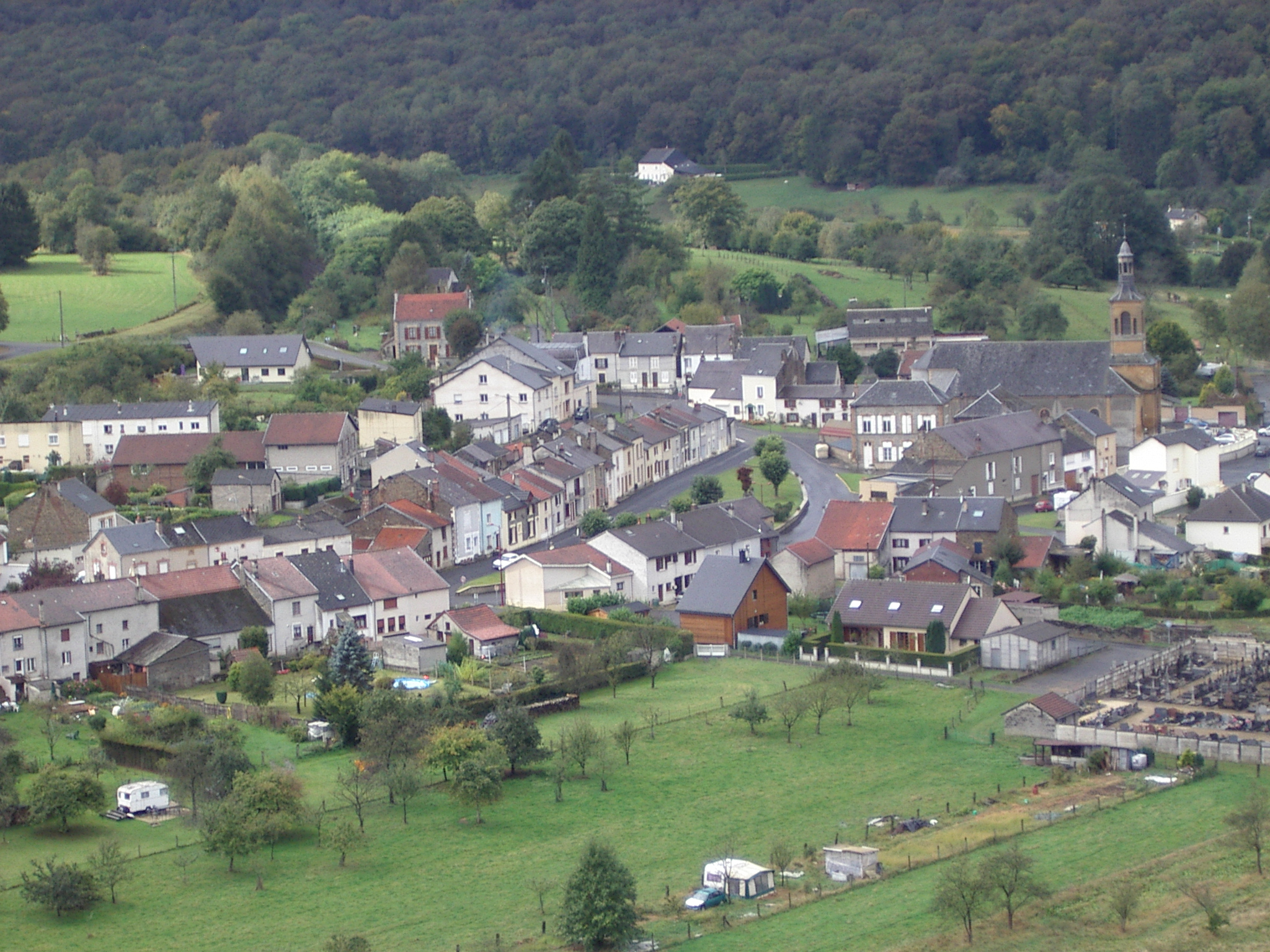
Жуаньи-сюр-Мёз
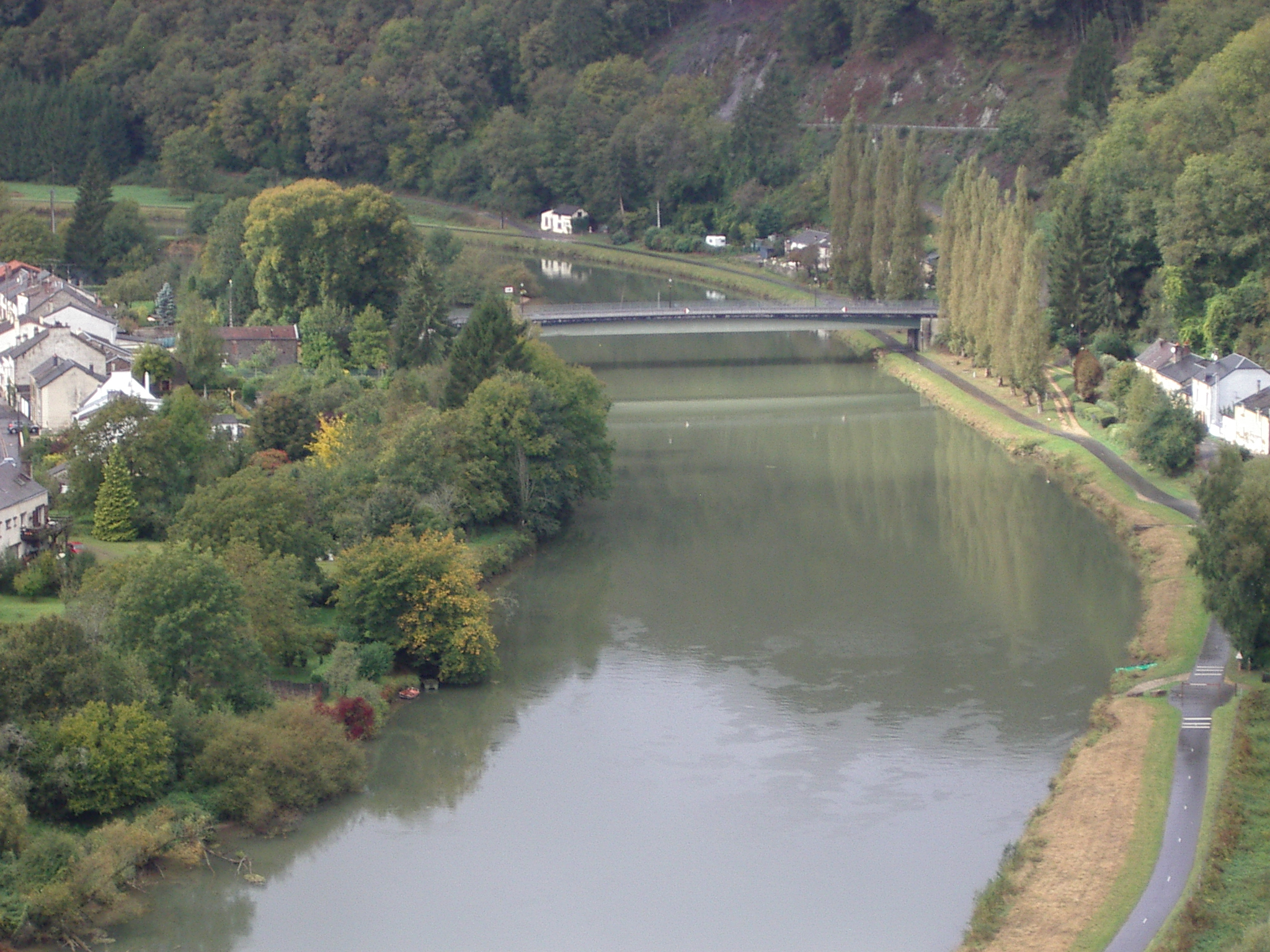
Река Мёз
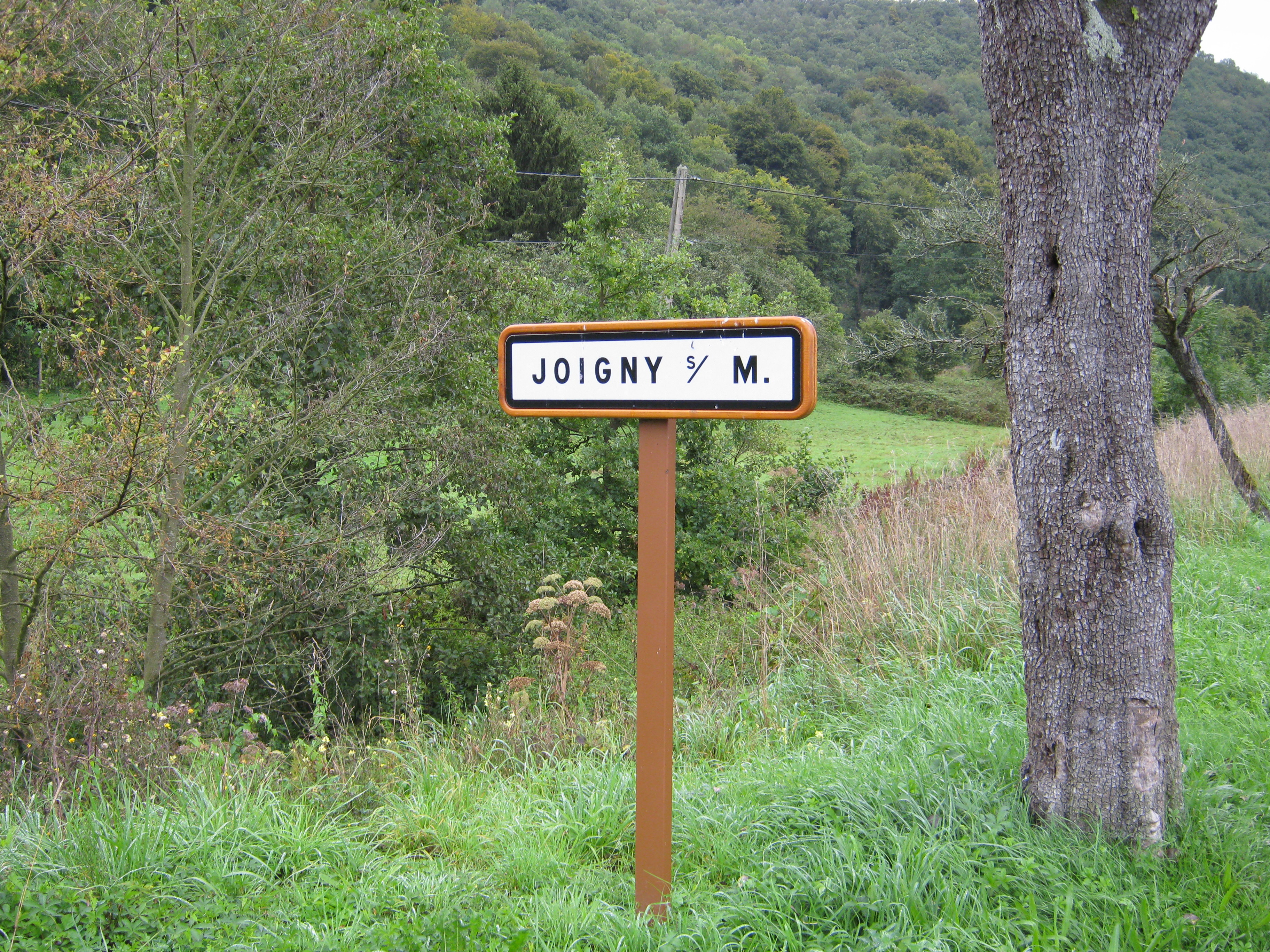
Знак на въезде в Жуаньи-сюр-Мёз
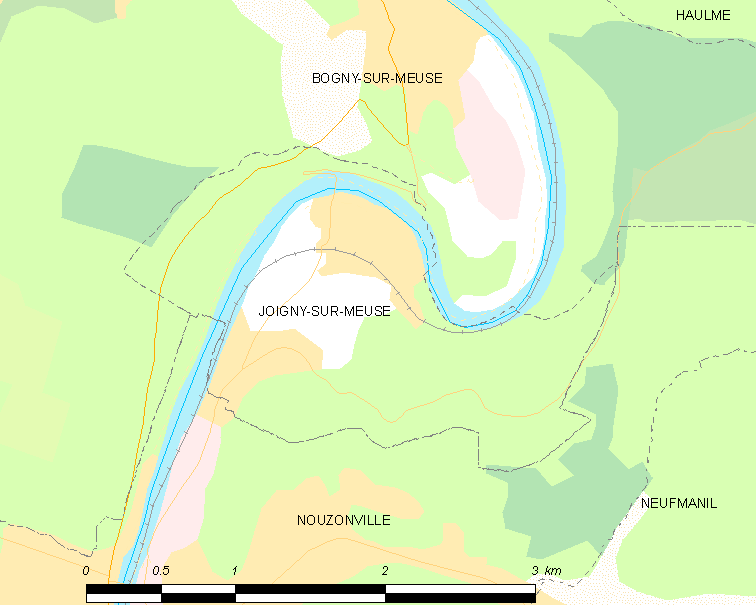
Карта коммуны